# As Close As You Think
As Close As You Think è il dodicesimo album in studio del cantautore britannico Kevin Ayers, pubblicato nel 1986.

## Tracce
1. Stepping Out
2. Fool After Midnight
3. Wish I Could Fall
4. Only Heaven Knows
5. Too Old To Die Young
6. The Howlin' Man
7. Never My Baby
8. Budget Tours (part one)
9. Budget Tours (part two)